# Alfons Grotowski
Alfons Grotowski (ur. 23 lutego 1833 w Żarnowcu, zm. 18 września 1922 w Warszawie) – inżynier sanitarny, współtwórca warszawskich wodociągów i kanalizacji.

## Życiorys
Ukończył Szkołę Wyższą Realną w Kielcach. Od 1850 pracownik Zarządu Komunikacji w Warszawie. W 1868 zaprojektował i zbudował wodociąg praski, działający w latach 1869–1896.
Stał na czele komisji, która w 1874 zdecydowała o powierzeniu Williamowi Lindleyowi projektu i budowy systemu wodociągów i kanalizacji dla Warszawy, 1887–1889 starszy inżynier miasta Warszawy. W latach 1881–1889 członek Komitetu Budowy Kanalizacji i Wodociągów miasta Warszawy nadzorującego budowę. Następnie został zastępcą Williama H. Lindleya. Grotowski kierował budową wodociągów na miejscu przekazując informacje Lindleyowi.
W 1897 jeden z inicjatorów i założycieli Warszawskiego Towarzystwa Higienicznego. Działacz warszawskiego oddziału Towarzystwa Popierania Rosyjskiego Przemysłu i Handlu i Stowarzyszenia Techników. Wspólnie z Józefem Orłowskim zaprojektował fontannę, która znajduje się przed kinem „Muranów” w Warszawie. W czerwcu 1906 został raniony w głowę ze strzałów z broni palnej w zamachu na jego osobę w Warszawie.
W 1936, z okazji 50. rocznicy uruchomienia Filtrów Lindleya na pl. Starynkiewicza w Warszawie, założono skwer jego imienia.
Pochowany na cmentarzu Powązkowskim w Warszawie (kwatera A, rząd 2, grób 1/2).